# Dům Müller
Dům Müller je původně měšťanský dům na náměstí Krále Jiřího z Poděbrad v Chebu. Budova, jež je dnes součástí Muzea Cheb, je pojmenovaná po lékárnické rodině Müllerů, kteří dům vlastnili od roku 1653.
Ti roku 1706 rod zakoupil také dům stojící ve směru ke kostelu svatého Mikuláše, který 1742 po stavebních úpravách propojil se stavbou na náměstí. V 19. století získal dům neogotickou fasádu a po zakoupení městem v roce 1905 byl přestavěn do dnešní podoby. Byly v něm také zřízeny městské úřadovny. V roce 1956 se dům stal součástí muzea.